# Ralph Roe
Ralph Roe (Excelsior Springs, 5 febbraio 1906 – ...) è stato un criminale statunitense.

## Biografia
Insieme a Theodore Cole, fu protagonista del secondo tentativo di fuga nella storia di Alcatraz, il primo riuscito. 
Roe, un ladro di banche dell'Oklahoma, venne arrestato dopo una sparatoria contro la polizia locale e gli agenti dell'FBI, a Shawnee, Oklahoma, il 30 dicembre 1933. In questo scontro a fuoco perse la vita un complice di Roe, Wilbur Underhill. Roe venne processato e condannato a scontare la relativa pena; nel 1936 arrivò insieme a Cole presso il penitenziario di Alcatraz, per scontare l'ultimo anno di detenzione.
Il 16 dicembre 1937, Roe ed il compagno Cole stavano lavorando nell'officina di Alcatraz, per riparare degli pneumatici; verso le ore 13:30, una guardia fece ispezione tra le varie sezioni dell'isola, senza più trovare i due detenuti. Due sbarre di ferro erano state allargate e tre vetri pesanti di una finestra erano stati rotti. I due scapparono proprio dalla finestra giungendo al cancello; la situazione era abbastanza favorevole per i due detenuti, data la presenza di nebbia. Riuscirono ad arrivare sulla spiaggia dove si persero tutte le loro tracce, inutili furono le ricerche in seguito.
Si pensa che la finestra venne talmente allargata per permettere il passaggio degli pneumatici, utilizzati per costruire una zattera. Gli ufficiali della prigione ritennero che i due non sopravvissero durante la traversata, date le condizioni delle maree movimentate da un temporale manifestatosi in quel momento e della nebbia molto densa. Di conseguenza, molti giunsero alla conclusione che entrambi affogarono nella Baia di San Francisco. 
Nel 1941, quattro anni più tardi, un reporter della San Francisco Chronicle dichiarò che Roe si era trasferito in Sud America; Roe, in quel periodo, aveva trovato lavoro come tassista e quando fu interrogato, rivelò che Cole era stato rapinato e assassinato da ignoti quattro anni prima subito dopo essere approdati sulla spiaggia di San Francisco. Dopo questo presunto avvistamento, Roe scomparve senza lasciare alcuna notizia.